# Tugidak
Tugidak és una illa deshabitada de l'arxipèlag Kodiak, a l'estat d'Alaska, Estats Units. Es troba al sud-oest de l'illa Kodiak, a la part occidental del golf d'Alaska, dins del grup de les Illes Trinitat. L'illa de Sitkinak es troba a l'est. Forma part del Refugi de fauna marítima d'Alaska.
La seva superfície és de 173,142 km², amb 31 km de llargada i 7,3 km d'amplada. La característica més destacada de l'illa és la gran llacuna d'aigües poc profundes prop del seu extrem nord-est. Històricament l'illa ha estat coneguda com un lloc de nidificació de foques i moltes espècies d'aus marines.